# Draba peruviana
Draba peruviana är en korsblommig växtart som först beskrevs av Dc., och fick sitt nu gällande namn av Otto Eugen Schulz. Draba peruviana ingår i släktet drabor, och familjen korsblommiga växter. Inga underarter finns listade i Catalogue of Life.